# Sumpeg
Sumpeg (Quercus palustris), også skrevet Sump-Eg, er et stort, løvfældende træ. Vækstformen er først slank med vandrette grene, men den bliver senere mere kuplet med hængende skud. Stammen er ret og gennemgående. Med de dybt indskårne blade og de få lapper adskiller sumpeg sig fra rødeg. Ældre træer bevarer evnen til at sætte rødt høstløv. Sumpeg er hjemmehørende i det østlige Nordamerika.

## Beskrivelse
Barken er først olivenbrun med lyse barkporer, senere sølvgrå og glat, og til sidst meget mørkt grå med smalle furer og brede kamme. Knopperne sidder spredt, og de er ægformede og gråbrune. 
Bladene er omvendt ægformede med to store og to mindre samt et antal små lapper. Hver lap er omtrent lige så lang som bred. Begge bladsider er skinnende grønne, undersiden dog med grå hår ved ribbevinklerne. Høstfarven er rød. Hanblomsterne sidder i lange rakler, mens hunblomsterne sidder ret skjult ved de ældste bladhjørner på nye skud. De er ægformede med røde støvfang. De modne agern er små og halvkugleformede i en tynd, behåret skål. Frøene modner og spirer godt i Danmark.
Hovedroden er en dybtgående pælerod. Siderødderne er kraftige og når dybt ned og langt ud (helt forbi kronens drypzone). 
Højde x bredde og årlig tilvækst: 30 x 20 m (20 x 15 cm/år).

## Hjemsted
Sumpegen gror i fugtige lavninger, floddale og moser med næringsrig bund i hele det østlige Canada og USA, hvor den danner blandede løvskove. 
I området omkring Roosevelt i New Jersey, USA, findes arten i skove og som pionertræ sammen med bl.a. konvalbusk, robinie, tulipantræ, amerikansk bøg, amerikansk knapbusk, amerikansk nældetræ, amerikansk platan, amerikansk vin, blyantene, brunfrugtet surbær, glansbladet hæg, hvid ask, hvid hickory, klatrevildvin, koralsumak, pennsylvansk vokspors, rødløn, skovtupelotræ, sukkerbirk, sumprose, virginsk ambratræ, virginsk troldnød, virginsk vinterbær, weymouthfyr og østamerikansk hemlock
| Portal | Portal:Botanik |